# 美食戦隊薔薇野郎
『美食戦隊 薔薇野郎』（ぐるめせんたい ばらやろう）は、WINDSが開発しヴァージンインタラクティブエンターテインメントより1995年9月29日に発売されたスーパーファミコン用ベルトスクロールアクションゲーム。
2017年8月、本ゲームの版権を所持するPIKO INTERACTIVE LCCの許諾を得て、BLAZEPRO社よりSFC/SFC互換機用ソフトとして再発売されることが発表された。その後、コロンバスサークルを販売代理店として、2018年1月30日に再発売された。
2019年7月4日、Gourmet Warriorsのタイトル名で、本作の英語版がSteamにて配信、2023年8月31日にはPlayStation 4・Xbox One・Nintendo Switch向けにも英語版が発売された。

## ゲーム内容
本作は改造人間「薔薇野郎」を操り、悪の組織である「バース」と戦いを繰り広げる内容で、特異な世界観や荒唐無稽なキャラクター、「ポージング」などの意味のないアクションなどからバカゲーに分類されることも多い。

### 基本システム
行く手を阻むバースの人造人間たちを倒し、出現する食材を取得しながら突き進んでいく。ステージの最後にはボスが待ち構えており、これを倒せばステージクリア。ステージをクリアすると「ディナータイム」（詳細は後述）となり、ここで体力の回復を行う。全5ステージで、最終ステージのボスを倒せばエンディングとなる。1周で終了。
ステージ中では時間制限があり、タイマーがゼロになるとそれまで取得した食材が全て無くなってしまうばかりか、それ以降敵を倒しても食材が出なくなる。さらにその際の演出は一切無いので、タイマーに注目していないとわからない。
なお、このゲームでは残り人数（プレイヤーストック）の概念がなく、プレイヤーが倒されるとその場でゲームオーバーとなる。難易度を「アツい」以外に設定しておいた場合にはコンティニューが可能で、ステージに設定された再スタート地点からの再開となる。

### ライフアップグルメシステム
本作最大の特徴となるシステム。敵を倒すと野菜や肉などを落としていくが、これらを取ってもほんの僅かしか体力は回復しない。これらは料理を作るための食材であり、ステージクリア後にその料理を食べてはじめて体力が回復できるというシステムになっている。
ステージとステージの間には「ディナータイム」が組み込まれる。ディナータイムでは、料理に使用する「メイン食材」と「サブ食材」を1種類ずつ選ぶ。食材を選ぶと、食卓の向こうに現れる「サイバーシェフ」という名のコックに食材が投げ込まれ、組み合わせにより料理が提供される。
以下の例では「メイン + サブ → 料理」の順で記述する。
- 豚肉 + 米 → カツ丼
- 魚 + 唐辛子 → 辛子明太子
- 卵 + プロテイン → スーパーオムレツ

この時、メインとサブに同じものを選ぶことも出来る。
- 野菜 + 野菜 → サラダ
- 鶏肉 + 鶏肉 → 焼き鳥

また、メインとサブを入れ替えることで別の料理になる組み合わせも存在し、ライフの回復量も異なる。
- 小麦 + エビ → シーフードスパゲッティ
- エビ + 小麦 → エビフライ

ライフの回復量は、キャラクターごとに設定された好みにも左右され、たとえばトウガラシとプロテインを組み合わせて作るスーパートウガラシの場合、激辛料理が好きなまどもあぜるにはプラスになる一方、他の二人に食べさせるとマイナスの効果が出る。また、同じ料理でも持っていた（使った）食材の数が多ければその分回復量も多くなる。一方で、明らかにまずそうな料理が作られると体力が減る仕組みとなっており、例えばキノコ同士を組み合わせると、毒キノコが出来上がり、体力が大幅に激減する。ただし、ディナータイムでライフが無くなってもプレイヤーがやられることはなく、ライフが0の状態で次のステージとなる。
敵キャラクターを倒した際には、とどめの技が何であるか（打撃・投げ技・踏みつけなど）によって落とす食材が決まる。そしてゲーム中に手に入れられる食材は16種類に及ぶが、一度に調理できる食材は2種類であること、このため、まずは薔薇野郎たちが好きな（体力が多く回復する）料理を探し、特定の敵を特定の攻撃方法で倒し、その料理に必要な食材を多く集めるという戦略性が要求される。

## ストーリー
20XX年、魔天都市ゼウスは第三次世界大戦の核の炎から奇跡的な復興を遂げるが、この都市で生き抜くには己の力とテクノロジー、それとプロテイン（強化食品）が必要だった。それらを求める者たちが、「全てのプロテインと力を我が物に」のスローガンのもと、悪の秘密組織「バース」を結成した。
日ごとにその勢力を増すバースが凶悪犯罪を引き起こす中、ゼウス首脳陣は、最強の肉体に最強の科学装甲をまとう強化兵士を作り上げる秘密プロジェクトを進め、3人の改造人間が誕生した。
あまりのきらびやかさ故、彼らを見た首脳陣は顔面蒼白のまま「薔薇野郎…」と口走る。首脳陣が期待と不安に揺れる中、薔薇野郎と呼ばれたその3人は、バースを打ち倒すべく戦いを開始した。

## キャラクター

### 美食戦隊薔薇野郎（プレイヤーキャラクター）
プレイヤーキャラクターは全部で3人いて、それぞれ攻撃力や機動力だけでなく、前項でも触れたとおりディナータイムでの料理による回復量にまで差がある。以下にプロフィールも併せて紹介するが、これは説明書だけでなくデモ画面前に挿入されるプロフィール画面でも見ることができる。
3人それぞれにバックストーリーも設定されているが、これらのストーリーがゲーム中で語られることはない。
爆発男爵ぼんぢゅ〜る
闇ボクシングチャンピオンだったころに、バースによって自分の友とのデスマッチを仕組まれ、友を昏睡状態に陥らせてしまう。絶望の淵にいるところを博士に拾われ爆発男爵となり、バースに復讐を誓う。
性能上はパワー重視型とされている。
爆発貴婦人まどもあぜる
有翼人種フェアリーの女王で、バースによるフェアリー狩りにより絶滅の危機に追い込まれていた。そのときに、博士にバース壊滅を諭され爆発貴婦人となる。
性能上はバランスタイプとされており、攻撃力・機動力ともに標準的である。
大爆獣とれびあ〜ん
博士が魔天都市ゼウスをうろつき、入手した動物たちの毛より造られたクローン人間。さらなるサイボーグ手術をかさね、大爆獣となる。
スピード重視型のキャラクターで、機動力や連続技に長ける分、攻撃力は低めとされている。

### 敵キャラクター
パッケージにも書かれているように「不気味でユーモラス」な個性的なキャラクターが数々登場する。また、半分近くの敵キャラクターが、移動が出来なかったり、攻撃手段が自爆や自滅のみであるほか、攻撃手段そのものを持たないものもいる。

#### ザコキャラクター
ザコキャラクターは一部を除き、色の違いでそれぞれ4種類存在する。また、色とともに名前まで変わるものもいる。以下のうち、よしお、ヨダレ、でんきはデモ画面を何周もさせているとプレイヤーキャラクターと同様のプロフィール画面が表示される。
よしお
小型の人造人間。通常のキャラクターの足元くらいの大きさしかない。操縦者として後述の「もあい」の上に乗って登場するが、単独で向かってくるものもいる。時おり大ジャンプでプレイヤーの頭の上に乗り、コサックダンスを踊って攻撃してくる。
特定の色のもののみ「山ざき友ユキ（23）」という名前になる。
ヨダレ
レトロなロボット風のオレンジ色の頭部と白い全身タイツのような情けない体が特徴。常に小刻みに震えており、極端に遅いスピードでじりじりとプレイヤーに向かってくる。叩くと「いたい」「やめて」などと呟く。自分からは攻撃してこないが、体力だけはそこそこあるうえ、どんな攻撃を受けてもダウンしない。
でんき
ヨダレに似た姿の奇妙な生き物。頭は緑色で、四面それぞれに一つ目のついた顔をしており、頭の上には電球がはめられている。プレイヤーの周囲をうろつき、時おり立ち止まって頭の電球を光らせるが、このときに接触すると跳ね飛ばされてしまう。ただしダメージは受けない。攻撃手段はこれしか持っておらず、一撃で倒すことができる。
なお、略歴の一言はある裏技のヒントになっている。
ばに〜
ステージ3から登場するバニーガール型の人造人間。回し蹴りや飛距離のあるヒップアタックを繰り出す。
特定の色のもののみ「ばに〜さん」という名前になる。
もあい
頭部のみの姿をした、モアイ型の機械。前述の通りよしおが上に乗って操縦している。「ヘクション」という声とともに放つ鼻からのジェット噴射、突進噛み付き、頭上からの落下と多彩な攻撃手段を持つ。
特定の色のもののみ「もあいさま」という名前になる。
じゃっく
モヒカン頭に上半身裸といういで立ちのザコ敵。プレイヤーが近づくと体を震わせはじめ、少し経つと自分の上半身を切り裂いて体内から巨大なナイフを繰り出し、その直後に自爆する。
色により「じゃっく」「ジャック」と名前が異なる。
ストライプ
サングラスのような眼鏡と、片腕の大きな爪状の武器が特徴の大男。主人公にじりじりと近づいてきて、爪によるパンチで攻撃する。
ミサイルだん
上半身がマッチョ男で下半身が杭のようなミサイル弾頭になっている人造人間。普段は上空にいるため影しか見えないが、プレイヤーが近づくと頭上から落下して爆発する。
ワンハンドナイフ
巨大な頭部とその下から生えた一本腕で構成される異形の人造人間。一本腕に大きな剣を所持している。右または左の画面端に姿を現したあと、猛スピードで真横に移動しそのまま去っていく。
すいま〜
競泳用ビキニパンツをはいたマッチョマン。 背中の酸素ボンベ型ブースターを使った突進や近距離での両手のチョップといった攻撃手段を持つ一方、通常の移動は遅い。
色により「すいま〜」「きんぷん」「ぎんぷん」「カレー」と名前が異なる。
ピコピコさん
フライト用のゴーグルと、甲殻類のような肩と腕の装甲、それと対照的な無防備な下着姿が特徴の美少女型人造人間。リーチの長い腕の爪やブースターによる頭上からのヒップアタックが強い。逆にプレイヤーの攻撃を受けるとへたり込み、一定時間立ち上がれなくなってしまう。
「ヌルい」レベルではゲーム中には登場しないが、エンディングに登場する。
色により「ピコピコさん」「パコパコさん」「ペコペコさん」「ポコポコさん」と名前が異なる。
じらい
脚の付いた鍋蓋のような姿の地雷。この敵も踏み潰すことが可能で、名前どおり踏むと爆発するが、ヨダレと同様この爆発に攻撃力がある。
バーナー
丸いタンクにマッチョマンの頭部と脚が付いた物体。その場で動かず、プレイヤーが近づくと胴体中央部のバーナーから火を噴いてくる。

#### ボスキャラクター
キリコ
ステージ1のボス。原子力発電所の女所長で、女性の顔が浮かんだ巨大なカプセル状の頭部が特徴。
シャカシャカと音を立てながら足をすくう攻撃が得意。だが、体力が少ないのでごり押しで倒せてしまうことも。
あ！うん？
ステージ2のボス。サイボーグ化した金剛力士像のような姿で、脚はなく宙に浮いて移動する。水平線から上ってくる、横向きの仏像のようなマシンに乗って登場する。
高速パンチ、全身から電撃を出す無敵技、注射器を使ったプレスなど攻撃のバリエーションが多い。下半身についた注射器でプレイヤーの体力を吸い取り、自分のものにすることもある。
バニーエクセレントスペシャル
ステージ3のボス。ゲーム画面では「バニーえくせれんと」と表示される。戦闘前に青いパワードスーツのようなものを装着する、ばに〜の親玉的キャラクター。
スーツを利用して高速で移動しつつ、出が速い上に画面端まで届くレーザーを繰り出す強敵。
体力がなくなっても2回までは変身・復活して再び襲ってくる。一度目は赤いスーツを着るが、二度目は信楽焼に似た姿に変身する。
シルクハット男爵
ステージ4のボス。ゲーム画面では「だんしゃく」と表示される。名前どおりシルクハットを被り、上半身は裸でネクタイという出で立ちをしている。「ムッシュ〜」「ウィッ」などというダンディなボイスとともに襲いかかってくる。
鳩攻撃やネクタイでの連続パンチなどの多彩な攻撃方法を持つほか、シルクハットを空中から降らせて入ったプレイヤーを一定時間他のザコ敵に変身させる、といった技を持つ。
Fコンピュータ
本作の最終ボス。黒い球体に一つ目がついたデザインから人型のマッチョなデザインに変身する。

### その他
コンガマン
オプション画面では、背景の中で人型のキャラクターが踊っているが、このキャラクターをコンガマンという。詳しい設定が確認できないため、その正体は不明。ある条件を満たせばステージ中にも登場する。

## 移植版
| No. | タイトル         | 発売日           | 対応機種      | 開発元             | 発売元           | メディア             | 型式 | 備考 | 出典  |
| --- | ---------------- | ---------------- | ------------- | ------------------ | ---------------- | -------------------- | ---- | ---- | ----- |
| 1   | 美食戦隊薔薇野郎 | 2018年1月30日    | SFC/SFC互換機 | WINDS フューパック | BLAZEPRO         | ロムカセット         | -    |      |       |
| 2   | 美食戦隊薔薇野郎 | INT 2019年7月4日 | Windows       | WINDS フューパック | Piko Interactive | ダウンロード (Steam) | -    |      | [ 1 ] |

2018年1月30日に発売された再販版はスーパーファミコンの製造元の任天堂のライセンス商品ではなく、正規のカートリッジとは異なる青いクリアカートリッジが採用されている。

## 開発
開発者の一人である斉藤智晴は本作にて一部のキャラクターの声優も務めている。

### スタッフ
- エグゼクティブ・プロデューサー：松尾健史
- ゼネラル・プロデューサー：森笠恒明
- プロデューサー：柏木章、野中市郎、梅木克彦
- ゲーム・アイデア、グラフィック：斎藤智晴
- 企画：斎藤智晴、延東史朗“男爵”、山崎友幸
- SPデザイナー：延東史朗“男爵”
- 背景デザイナー、PIKO PIKO：山崎友幸
- プログラム・ディレクター：藤島聡
- プログラマー：大塚幸二
- サウンド・ディレクター、サウンド・プログラマー、効果音：ぱっく（藤島聡）
- 音楽：おがわいっこう
- スペシャル・サンクス：鈴木修、友喜、きむぅ

## サウンドトラック
- 美食戦隊 薔薇野郎 バンド・オリジナーレ・ドゥ・ジュ・ヴィデオ（2022年2月2日/CASSETRON/規格番号CTN-002）

ディスクユニオンのCASSETRONレーベル第２弾として発売された。ゲーム未使用音源を含む全47曲を収録し、開発者・延東史朗のインタビュー、描き下ろしのイラストが掲載されている。

## 評価
- ゲーム誌『ファミコン通信』の「クロスレビュー」では、4・4・5・4の合計17点（満40点）[9]、『ファミリーコンピュータMagazine』の読者投票による「ゲーム通信簿」での評価は以下の通り、18.5点（満30点）となっている[10]。また、1998年に刊行されたゲーム誌『超絶 大技林 '98年春版』（徳間書店）では、本作の登場キャラクターや食事シーンなどに関して「ヘンな横スクロールアクション」と指摘したが、キャラクター造形や動作などに関してユーモラスであると肯定的に評価した[10]。

| 項目 | キャラクタ | 音楽 | お買得度 | 操作性 | 熱中度 | オリジナリティ | 総合 |
| 得点 | 3.0        | 3.1  | 2.8      | 3.3    | 3.6    | 2.8            | 18.5 |

- ゲーム情報サイト『4Gamer.net』において早苗月 ハンバーグ食べ男は、Steam版について、グラフィックをはじめとするバカゲーとしての完成度の高さを評価する一方、ゲームデザインが大雑把である点やステージや敵の数が少ない点を指摘している[1]。